# Houdain-lez-Bavay
Houdain-lez-Bavay település Franciaországban, Nord megyében. Lakosainak száma 902 fő (2022. január 1.). Houdain-lez-Bavay Gussignies, Bavay, Saint-Waast, Taisnières-sur-Hon, Bellignies, Hon-Hergies és Honnelles községekkel határos.

## Népesség
A település népességének változása:
| Lakosok száma | 901  | 886  | 884  | 875  | 881  | 886  | 892  | 901  | 902  |
|               | 2013 | 2015 | 2016 | 2017 | 2018 | 2019 | 2020 | 2021 | 2022 |